# Без шечера
Без шечера је четврти по реду албум српске хард-кор реп групе Прти Бее Гее. Издат је 20. октобра 2011. и састоји се из 16 нумера.
Издавачка кућа: Mad Tune Records

## Списак нумера
| Редни број | Назив нумере            | Трајање |
| ---------- | ----------------------- | ------- |
| 1          | Ај гет хај              | 01:28   |
| 2          | Јојкара даркнес         | 02:22   |
| 3          | Сајмон сез              | 03:21   |
| 4          | Дрозица                 | 03:03   |
| 5          | Када шијеш иглом        | 02:42   |
| 6          | Дил коректан            | 02:30   |
| 7          | Пандури знају           | 03:36   |
| 8          | Омбре                   | 02:36   |
| 9          | Журка                   | 03:35   |
| 10         | Хип хоп хуреј           | 03:24   |
| 11         | Слатка навика           | 00:35   |
| 12         | Рамо друже мој          | 02:59   |
| 13         | Много јак је тши        | 03:45   |
| 14         | Стрејт ноу мор          | 03:33   |
| 15         | Моја гудра              | 03:21   |
| 16         | Волим те ... Ни ја тебе | 03:02   |